# Шандор, Дьёрдь (пианист)
Дьёрдь Шандор (англ. György Sándor, 21 сентября 1912, Будапешт — 9 декабря 2005, Нью-Йорк) — венгерский и американский пианист, педагог, ученик и друг Белы Бартока и Золтана Кодая.

## Биография
Закончил Музыкальную академию Ференца Листа. Начал концертную карьеру в 1930 году. В 1933 году получил почётный диплом с серебряной медалью на Международном конкурсе исполнителей в Вене. В 1939 году дебютировал в Карнеги-холле. Получил американское гражданство (1943), воевал в армии США (1942—1944). В 1946 году исполнил Третий фортепианный концерт Бартока с Филадельфийским оркестром под управлением Юджина Орманди. Исполнил и записал полное собрание фортепианных произведения Бартока, Кодая, Прокофьева. Исполнял также произведения Шопена, Шумана, Листа, Рахманинова. Ему принадлежат фортепианные транскрипции сочинений Баха, Дюка, Бартока.
Умер от инфаркта.
Двоюродный брат — пианист и музыкальный критик Арпад Шандор (1896—1972).

## Педагогическая деятельность
Преподавал в Южном методистском университете (1956—1961), Мичиганском университете (1961—1982) и Джульярдской школе (с 1982). Вел мастер-классы в Париже, Иерусалиме, Ассизи, Зальцбурге. Среди его учеников — Элен Гримо, Дьёрдь Шебёк, Малколм Билсон, Эзекьель Виньяо, Мартон Иллеш и др.

## Признание
Главная премия за грамзапись Академии Шарля Кро (1965). Почётный доктор Нью-Йоркского университета (1996).

## Книги
- On Piano Playing: Motion, Sound, Expression. Boston: Schirmer 1981